# CSD 무니시팔
CSD 무니시팔(Club Social y Deportivo Municipal)는 과테말라의 수도 과테말라 시티를 연고지로 축구 클럽이다. CSD 코무니카시오네스와 함께 과테말라에서 가장 성공적인 클럽으로 꼽힌다.

## 선수 명단

### 현역
참고: FIFA 자격 규정에 따라 소속된 국가대표팀 국기를 표시합니다. 선수는 복수의 FIFA 비회원국 국적을 가지고 있을 수 있습니다.
| 번호 | 포지션 | 국적       | 이름            |
| ---- | ------ | ---------- | --------------- |
| 3    | DF     | 코스타리카 | 호세 메나       |
| 10   | FW     |            | 마티아스 로톤디 |
| 14   | DF     | 우루과이   | 다윈 토레스     |
| 19   | FW     |            | 라미로 로카     |

| 번호 | 포지션 | 국적 | 이름 |
| ---- | ------ | ---- | ---- |

## 역대 감독
| 감독              | 임기        |
| ----------------- | ----------- |
| 라몬 마라디아가   | 2012 ~ 2013 |
| 아니발 루이스     | 2014        |
| 마우리시오 라이트 | 2015 ~ 2016 |
| 에르난 메드포르드 | 2018        |
| 세바스티안 비니   | 2019 ~ 2021 |
| 호세 카르도소     | 2021 ~ 2022 |
| 호세 카르도소     | 2022 ~ 2023 |
| 세바스티안 비니   | 2023 ~      |

틀:CSD 무니시팔 선수 명단